# Echinoida
Az Echinoida rend a tengerisünök osztályának, azon belül az Euechinoidea alosztály egyik rendje. Ide tartozik az ehető tengerisün (Echinus esculentus), amely Európában ismert.

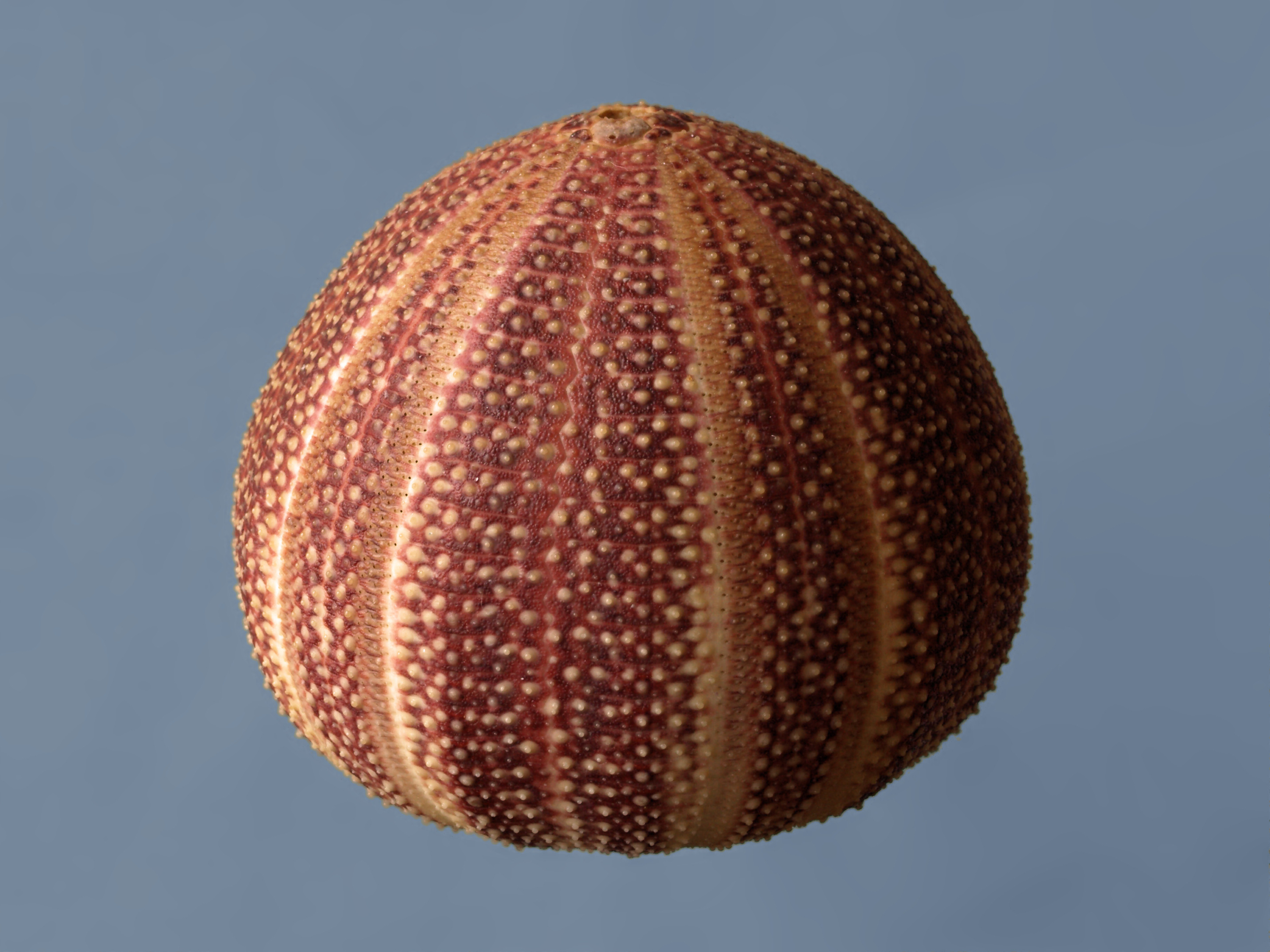
A tengerisün belső mészváza

## Rendszerezésük
A rend 4 családja:
- Echinidae
- Echinometridae
- Parasaleniidae
- Strongylocentrotidae